# Iudaea

Iudaea.

Iudaea, även Syria Palaestina eller enbart Palestina var en romersk provins som infogades i romarriket år 6 e.Kr. och täckte det som dittills varit kung Herodes Archelaos rike, det vill säga Judeen, Samarien och Idumeen.
År 66-70 e.Kr. ägde ett stort judiskt uppror rum som slutade med att Jerusalem förstördes. Efter upproret blev Iudaea (som tidigare varit underställt Syria) en självständig provins styrd från Jerusalem.
Provinshuvudstaden rustades upp och ändrade namn från Jerusalem till Aelia Capitolina år 130.
I samband med den misslyckade Bar Kokhba-revolten år 132-135 ändrade romarna provinsens namn till Syria Palaestina, efter filistéerna som varit judarnas ärkefiender. Provinsens namn ändrades senare till Palestina. Palestina förblev en romersk och sedan östromersk provins till dess att det erövrades av araberna år 638.